# Smilský rajón
Smilský rajón (ukrajinsky Смілянський район) byl rajón v Čerkaské oblasti na Ukrajině. Hlavním městem byla Smila a rajón měl přibližně 31 tisíc obyvatel.

## Sídla v rajónu
- Smila